# فیات ۵۰۷
فیات ۵۰۷ (Fiat 507) خودرویی است که در سال‌های ۱۹۲۶ تا ۱۹۲۷ تولید شده‌است.
طراحی آن خودروهای موتور جلو-محور عقب بوده وزن آن در حالت طبیعی ۱٬۴۵۰ کیلوگرم (۳٬۲۰۰ پوند)  است.
موتور آن ۲۲۹۶ سی‌سی سیستم جعبه‌دندهٔ آن ۴ دنده به صورت دستی است.